# Johnny Colon
Johnny Colon (Nueva York) es un salsero estadounidense, director de la Johnny Colon Orchestra y fundador del East Harlem Music School. Es conocido como un contribuidor importante del sonido que llegó a llamarse boogaloo.
Colon nació el 21 de abril de 1942 en Nueva York; sus padres eran nativos de Puerto Rico. Escribía la mayoría de las tonadas de la orquesta, cantaba, tocaba percusión, piano y trombón, y llegó al éxito en el mundo de salsa con su álbum de estreno, Boogaloo Blues en 1967. Lanzó cinco álbumes entre 1967-72, y en 1968 fundó el East Harlem Music School, el cual todavía existe. Lanzó un álbum pop llamado "Keeping it Real", con influencias de Latin Jazz.

## Discografía
- Boogaloo Blues (Cotique Registros, 1967)
- Boogaloo '67 (Cotique, 1967)
- Move On (Cotique, 1968)
- Portrait of Johnny (Cotique, 1971)
- ¡Caliente! ¡Caliente! ¡Caliente!: Caliente de vicio (Cotique, 1972)
- Tierra va un temblar (Cotique, 1975)
- Johnny Colon's Disco Hits: Soul & Latin (Cotique, 1976)
- Keeping it Real (2008)
- Merecumbe